# Paranthura neglecta
Paranthura neglecta là một loài chân đều trong họ Paranthuridae. Loài này được Beddard miêu tả khoa học năm 1886.